# Кондилобазальная длина черепа
Кондилобаза́льная длина́ че́репа (сокр. КДЧ; англ. Condylobasal Skull Length) — расстояние от наиболее выступающей вперёд части межчелюстных костей до задней поверхности затылочных мыщелков. Например, у сивучей (из семейства ушастых тюленей) КДЧ новорождённых составляет 20,6 см у самцов и 19,6 см у самок. С увеличением возраста этот показатель увеличивается: у самцов достигает средней величины в 38,6 см, а у самок — заканчивается в группе 2–4 года.
Также есть данные о кондилобазальной длине черепа некоторых видов животных, например, у соболей в исследованных популяциях Прибайкалья у самцов этот показатель не превышает 8,2 см, а у самок — 7,5 см.
Измерения проводят с помощью штангенциркуля с точностью до 0,01 см. Для учёта полового диморфизма в размерах измерения проводят для самцов и самок отдельно.